# Кейтлін Олсон
Кейтлін Віллов Олсон Макелгенні (англ. Kaitlin Willow Olson McElhenney; нар. 18 серпня 1975, Портленд, Орегон, США) — американська акторка. Почала кар'єру в Sunday Company Groundlings, імпровізаційному театрі та школі в Лос-Анджелесі. Зіграла другорядні ролі в кількох телевізійних серіалах, після яких отримала головну роль Деандри «Солодкої Ді» Рейнольдс у комедійному серіалі FX «У Філадельфії завжди сонячно» (2005–тепер).
Зіграла Маккензі «Міккі» Молнг у комедійному серіалі Fox «Мік» (2017—2018) та Мелфі в комедійному серіалі Quibi «Ремонт» (2020), що принесло їй номінацію на премію «Еммі» як найкращій акторці у короткометражному комедійному або драматичному серіалі. Серед її кіноролей участь у фільмах «Заміж у високосний рік» (2010), «Озброєні і небезпечні» (2013), «Канікули» (2015), «У пошуках Дорі» (2016) та «Аризона» (2018). 2022 року отримала номінацію на премію «Еммі» як найкраща запрошена акторка в комедійному серіалі за роль ді-джейки в серіалі HBO «Хитрощі».

## Ранні роки
Народилася в Портленді, штат Орегон, 18 серпня 1975 року в родині Дональда Лі Олсона, видавця, і Мелінди Леори, медсестри. Невдовзі після народження Кейтлін сім'я переїхала до Спокана, штат Вашингтон, а потім до острова Вашон, штат Вашингтон, у районі П'юджет-Саунд, Кейтлін жила там до восьми років. Потім сім'я оселилась у Туолітіні, де вона росла на фермі. Її батько працював видавцем «Portland Tribune» з 2000 до 2001 рік.
У дванадцять років Кейтлін Олсон потрапила в серйозну велосипедну аварію за участю транспортного засобу, що призвело до перелому черепа та вимагало реконструктивної операції. 1993 року закінчила школу в Тайгарді, штат Орегон. Вивчала театральне мистецтво в Університеті Орегону, який закінчила 1997 року зі ступенем бакалавра театрального мистецтва.

## Кар'єра
Разом із Дексом Шепардом працювала з The Groundlings Sunday Company. Гастролювала з USO в Боснії, Косово та Норвегії. 2000 року дебютувала на телебаченні в серіалі HBO «Угамуй свій запал» у повторюваній ролі сестри Шеріл Гайнс. Також знялася в кількох фільмах і телевізійних серіалах, зокрема «Шоу Дрю Кері», «Експеримент Джеймі Кеннеді», «Поза практикою», «Сваха», «Сім'янин» і «Підстава». Зіграла другорядну роль у фільмі «Бар „Бридкий койот“».
2004 року отримав роль Деандри «Солодкої Ді» Рейнольдс у ситкомі FX «У Філадельфії завжди сонячно». Озвучила роль Етель у першому сезоні мультсеріалу Comedy Central «Бріклбері». У фільмі 2013 року «Озброєні і небезпечні» з'явилася у ролі болгарської наркоманки, яка обмінюється культурними поглядами (і образами) з персонажем Мелісси Маккарті. Зіграла повторювану роль Гартлі Андервуд, «одноруку» сусідку в серіалі FX «Багаті». У червні 2016 року Кампанія за права людини випустила відео, присвячене жертвам стрілянини у нічному клубі Орландо; у відео Олсон й інші розповідали історії вбитих там людей. Також 2016 року озвучила Дестіні у фільмі Disney «У пошуках Дорі».
Знялася у ситкомі Fox «Мік», прем'єра якого відбулася у січні 2017 року, а також була виконавчим продюсером серіалу. Прем'єра другого сезону відбулася у вересні 2017 року. Fox скасував серіал після закінчення другого сезону у квітні 2018 року. Наступною роботою була роль DJ, проблемної доньки Дебори Венс, у «Хитрощах».

## Особисте життя

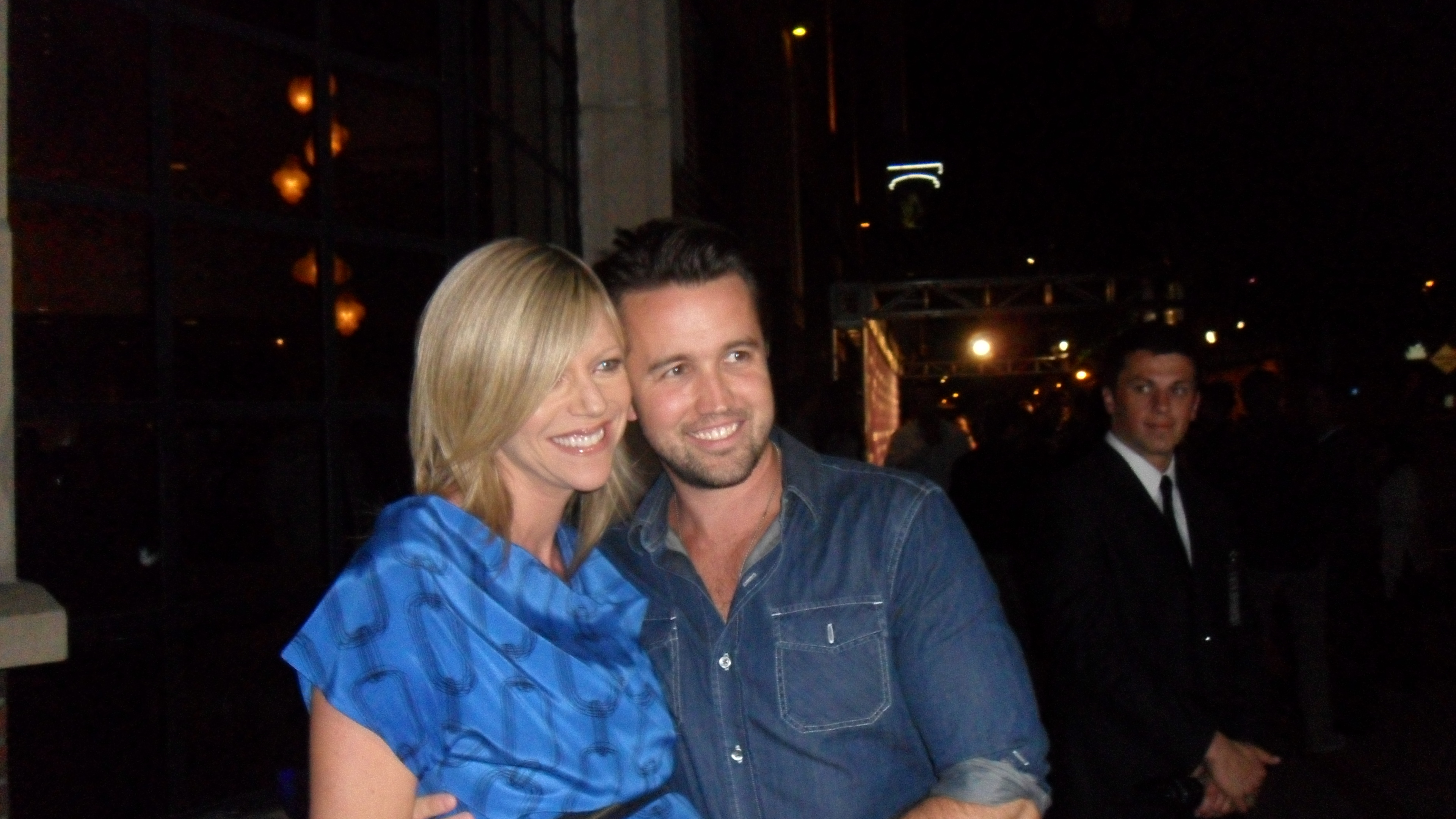
Олсон з чоловіком Робом Макелгенні, 2010 рік

27 вересня 2008 року вийшла заміж за свого колегу по серіалу «У Філадельфії завжди сонячно» Роба Макелгенні в Малібу, штат Каліфорнія. Пара почала таємно зустрічатися під час другого сезону серіалу.
2009 року Макелгенні й Олсон оголосили про купівлю Skinner's Bar у Філадельфії, який перейменували в Mac's Tavern. 2010 року в Олсон почалися пологи під час домашнього матчу між «Лос-Анджелес Доджерс» і «Філадельфія Філліз». Їхній син народився в їхньому будинку в Каліфорнії, як і було заплановано. 2012 року у них народився другий син.
У 2021 році разом із чоловіком знялись у кліпі гурту Imagine Dragons «Follow You». Подружжя грає пару, що приходить на приватний виступ гурту.

## Фільмографія
| Рік       |    | Українська назва                     | Оригінальна назва                        | Роль                  |
| --------- | -- | ------------------------------------ | ---------------------------------------- | --------------------- |
| 2000—2020 | с  | Угамуй свій запал                    | Curb Your Enthusiasm                     | Бекі                  |
| 2000      | ф  | Очі до раю                           | Eyes to Heaven                           |                       |
| 2000      | ф  |                                      | Jacks                                    | Джоселін              |
| 2000      | ф  | Бар «Бридкий койот»                  | Coyote Ugly                              | клієнт                |
| 2001      | кф |                                      | Fugly                                    | Ча-Ча                 |
| 2002—2004 | с  | Шоу Дрю Кері                         | The Drew Carey Show                      | Трейлор               |
| 2002      | с  | Зустрічайте Марксів                  | Meet the Marks                           | Кейтлін Маркс         |
| 2003      | с  | Підстава                             | Punk'd                                   | агентка               |
| 2003      | с  | Сваха                                | Miss Match                               | Джилліан              |
| 2003      | с  |                                      | The Man Show                             | дівчина в барі        |
| 2003      | кф |                                      | Scapegoats                               | Дженні                |
| 2004      | с  | Близькі люди                         | Significant Others                       | Лорен                 |
| 2004      | с  | Джордж Лопес                         | George Lopez                             | Джанет                |
| 2004      | с  | Келсі Греммер представляє: Скетч-шоу | Kelsey Grammer Presents: The Sketch Show | різні ролі            |
| 2005—2024 | с  | У Філадельфії завжди сонячно         | It's Always Sunny in Philadelphia        | Деандра Рейнольдс     |
| 2006      | с  | Поза практикою                       | Out of Practice                          | Деббі                 |
| 2007      | с  | Багаті                               | The Riches                               | Гарлі Андервуд        |
| 2009—2011 | мс | Сім'янин                             | Family Guy                               | Бренда (голос)        |
| 2009      | ф  | Дівчина з прогнозу погоди            | Weather Girl                             | Шеррі                 |
| 2010      | ф  | Заміж у високосний рік               | Leap Year                                | Ліббі                 |
| 2010      | ф  |                                      | Held Up                                  | Рокі II               |
| 2012      | кф |                                      | Trading Up                               | Барбара Манцер        |
| 2012      | мс | Безконтрольні                        | Unsupervised                             | Керол.Даніель (голос) |
| 2012      | мс | Бріклбері                            | Brickleberry                             | Етель Андерсон        |
| 2013      | ф  | Втеча з планети Земля                | Escape from Planet Earth                 | дівчина (голос)       |
| 2013      | ф  | Озброєні і небезпечні                | The Heat                                 | Тетяна                |
| 2014—2015 | с  | Новенька                             | New Girl                                 | Ешлі                  |
| 2015      | вг | Disney Infinity 3.0                  | Disney Infinity 3.0                      | Дестені (голос)       |
| 2015—2019 | мс | Бургери Боба                         | Bob's Burgers                            | Гелен (голос)         |
| 2015      | ф  | Канікули                             | Vacation                                 | коп                   |
| 2016      | мф | У пошуках Дорі                       | Finding Dory                             | Надія                 |
| 2016      | мс | Кассіус і Клей                       | Cassius & Clay                           | Орвуд Кассіус (голос) |
| 2016      | мс | Сімпсони                             | The Simpsons                             | Квінн                 |
| 2017—2018 | с  | Мік                                  | The Mick                                 | Макензі Молнг         |
| 2018      | с  | Мін Джин                             | Mean Jean                                | Берді                 |
| 2018      | ф  | Аризона                              | Arizona                                  | Вікі                  |
| 2020      | с  | Ремонт                               | Flipped                                  | ЕКрікет Мелфі         |
| 2020      | с  | Космічні сили                        | Space Force                              | Едісон Джеймс         |
| 2021—2024 | с  | Хитрощі                              | Hacks                                    | DJ                    |
| 2023      | мс | Аген Елвіс                           | Agent Elvis                              | (голос)               |
| 2023      | ф  | Чемпіони                             | Champions                                | Алекс                 |
| 2024      | с  | Високий потенціал                    | High Potential                           | Морган                |